# Chris Murphy
Christopher Scott Murphy (ur. 3 sierpnia 1973) – amerykański polityk Partii Demokratycznej i prawnik polskiego pochodzenia. Od 2013 roku senator z Connecticut. Przez trzy kadencje był członkiem Izby Reprezentantów, a przez 8 lat członkiem stanowego kongresu Connecticut. W czasie swojej kariery politycznej działał na rzecz ograniczenia dostępu do broni palnej, zwiększenia kontroli posiadania broni i poprawy ochrony zdrowia psychicznego Amerykanów.

## Wczesne życie i Edukacja
Christopher Scott Murphy urodził się 3 sierpnia 1973 roku, ma pochodzenie polskie i irlandzkie. Dorastał w Wethersfield w stanie Connecticut. Ukończył uczelnie Williams College w Massachusetts i wydział prawa na Uniwersytecie Connecticut. Po studiach pracował jako adwokat.

## Wczesna kariera polityczna
Przez 8 lat należał do stanowego kongresu Connecticut. Był autorem ustawy, która wprowadziła na terenie stanu zakaz palenia w miejscach pracy oraz ustawy o inwestycji badań nad komórkami macierzystymi.
Przez trzy kadencje, od 2007 do 2013, był członkiem Izby Reprezentantów w Piątym Okręgu stanu Connecticut. Działał wówczas na rzecz poprawy dostępu do mieszkań dla bezdomnych weteranów. Był autorem ustawy Frank Melville Supportive Housing Investment Act, mającej na celu rewitalizację programów mieszkaniowych dla osób niepełnosprawnych. Ustawa została podpisana przez prezydenta Baracka Obamę w 2010 roku.

## Senator

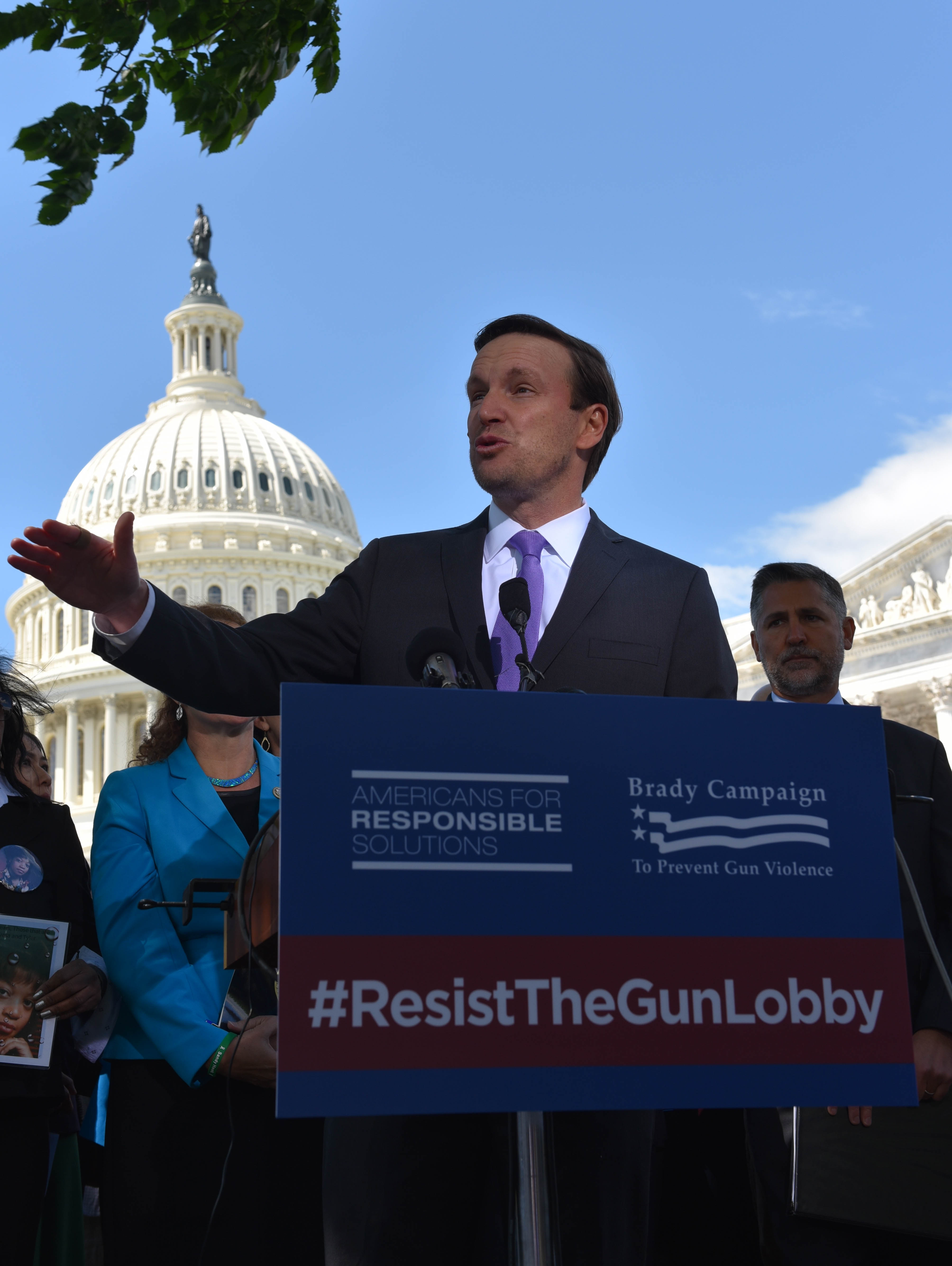
Chris Murphy na konferencji prasowej poświęconej kontroli posiadania broni

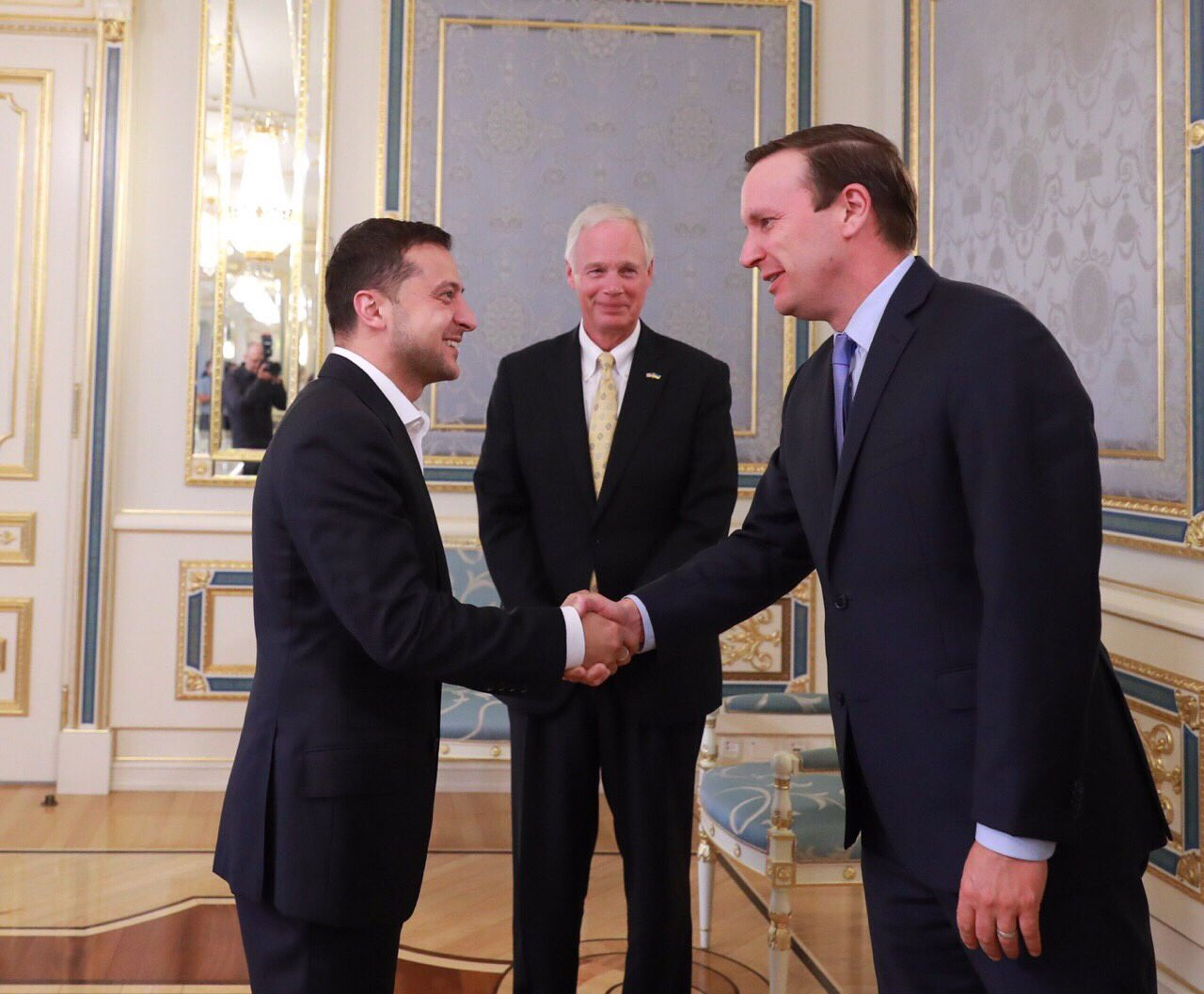
Chris Murphy (z prawej) na spotkaniu z prezydentem Ukrainy Wołodymyrem Zełenskim (z lewej)

W 2012 roku Partia Demokratyczna wybrała go w prawyborach, aby wypełnił miejsce po odchodzącym na emeryturę senatorze USA z Connecticut, Joe Liebermanie. We właściwych wyborach do Senatu pokonał kandydatkę Partii Republikańskiej Lindę McMahon przewagą dwunastu punktów procentowych.
Objął urząd 3 stycznia 2013 roku. W swoim pierwszym wystąpieniu w Senacie poruszył temat strzelaniny w szkole podstawowej w Sandy Hook. Zwrócił uwagę na jego zdaniem potrzebną reformę kontroli dostępu obywateli do broni i potrzebę zwiększenia dostępności do ochrony zdrowia psychicznego, aby uniknąć takich sytuacji w przyszłości, i skrytykował postawę National Rifle Association of America.
Był członkiem Komisji Zdrowia, Edukacji, Pracy i Emerytur, Komisji ds. Stosunków Zagranicznych oraz Komisji ds. środków, a także parlamentarnej grupy do spraw Polski (Senat Caucus On Poland). Opracował kompleksowy projekt ustawy o zdrowiu psychicznym.
W 2015 roku toczyła się publiczna dyskusja nad jego potencjalną nominacją na wiceprezydenta w przypadku, gdyby Hillary Clinton wygrała wybory prezydenckie w Stanach Zjednoczonych w 2016 roku. Ostatecznie kandydatem Partii Demokratycznej został Tim Kaine.
W 2022 roku ponownie zaangażował się w publiczną dyskusję na temat zapobiegania masowym strzelaninom w szkołach, w związku ze strzelaniną w szkole w Uvalde. We wrześniu rozpoczął publiczną zbiórkę pieniędzy na kampanie wyborcze dla potencjalnych senatorów, którzy mogliby się przyczynić do zmiany prawa w zakresie dostępu i kontroli posiadania broni. W zorganizowaną przez niego akcję zaangażował się jego wieloletni przyjaciel i szeroko rozpoznawalny muzyk rockowy Jon Bon Jovi.

## Poglądy polityczne

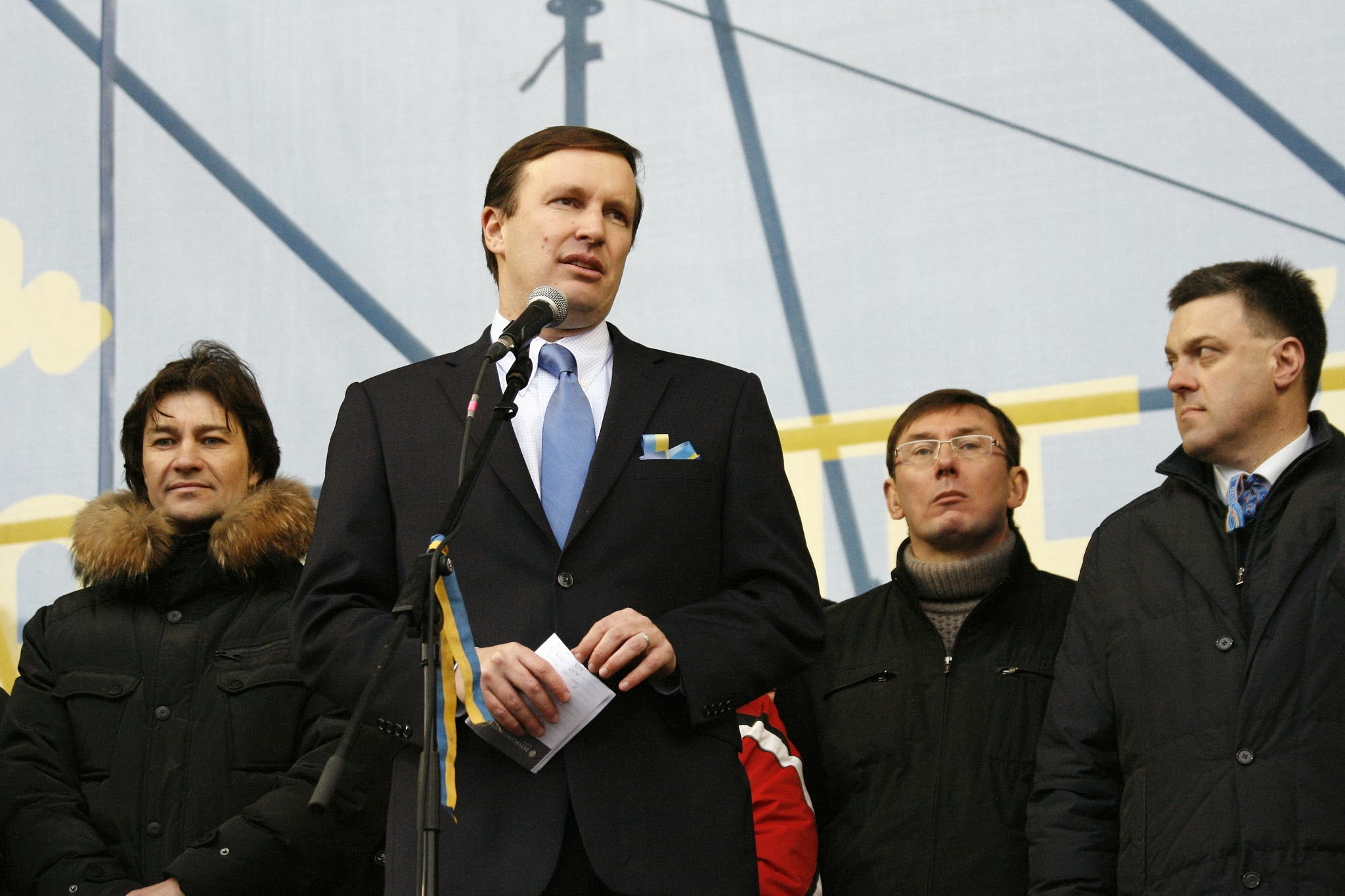
Chris Murphy na Euromajdanie w Kijowie na Ukrainie

Jako senator deklarował chęć działania na rzecz nowych miejsc pracy, rozsądnych przepisów dotyczących broni, przystępnej opieki zdrowotnej i edukacji oraz przyszłościowej polityki zagranicznej. W czasie swojej kadencji opowiadał się za bardziej przystępnymi cenowo College’ami i reformą systemu opieki zdrowotnej w zakresie zdrowia psychicznego.
W 2022 roku skrytykował decyzję prezydenta Joego Bidena o niewstrzymaniu pomocy militarnej dla Egiptu, gdyż zdaniem Muphy’ego Egipt nie wywiązał się ze zobowiązania zwiększenia praw człowieka i uwolnienia więźniów politycznych.

## Życie prywatne
Zamieszkał w Hartford w Connecticut. Jego żoną jest adwokatka Cathy Holahan. Mają dwóch synów: Owena i Ridera. Mieli także dwa koty i dwie świnki morskie.